# Clinton (Arkansas)
Clinton és una població dels Estats Units a l'estat d'Arkansas. Segons el cens del 2000 tenia 2.283 habitants.

## Demografia
Segons el cens del 2000, Clinton tenia 2.283 habitants, 1.007 habitatges, i 626 famílies. La densitat de població era de 77,3 habitants/km².
Dels 1.007 habitatges en un 26,1% hi vivien nens de menys de 18 anys, en un 49,7% hi vivien parelles casades, en un 8,8% dones solteres, i en un 37,8% no eren unitats familiars. En el 35,5% dels habitatges hi vivien persones soles el 20,6% de les quals corresponia a persones de 65 anys o més que vivien soles. El nombre mitjà de persones vivint en cada habitatge era de 2,22 i el nombre mitjà de persones que vivien en cada família era de 2,87.
Per edats la població es repartia de la següent manera: un 23,1% tenia menys de 18 anys, un 7,5% entre 18 i 24, un 23,8% entre 25 i 44, un 23,6% de 45 a 60 i un 22% 65 anys o més.
L'edat mediana era de 42 anys. Per cada 100 dones de 18 o més anys hi havia 85,3 homes.
La renda mediana per habitatge era de 22.206 $ i la renda mediana per família de 30.792 $. Els homes tenien una renda mediana de 24.750 $ mentre que les dones 19.152 $. La renda per capita de la població era de 15.514 $. Entorn del 15,7% de les famílies i el 17,9% de la població estaven per davall del llindar de pobresa.

## Poblacions més properes
El següent diagrama mostra les poblacions més properes.